# Lachenalia nervosa
Lachenalia nervosa är en sparrisväxtart som beskrevs av Ker Gawl. Lachenalia nervosa ingår i släktet Lachenalia och familjen sparrisväxter. Inga underarter finns listade i Catalogue of Life.